# Błękitna rapsodia (Gershwin)

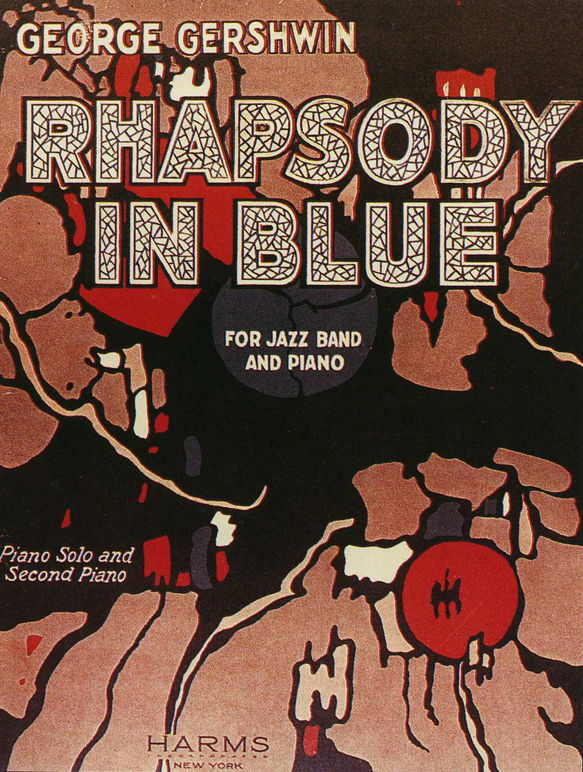
Okładka oryginalnych nut

Błękitna rapsodia (ang. Rhapsody in Blue) to tytuł kompozycji na fortepian i orkiestrę George'a Gershwina z 1924 roku.

Utwór rozpoczyna słynne glissando wykonywane na klarnecie.
Popularna wersja orkiestrowa została opracowana przez amerykańskiego kompozytora Ferda Grofé, upoważnionego przez autora dzieła.
Błękitna rapsodia była utworem napisanym na zamówienie znanego muzyka jazzowego Paula Whitemana, który razem ze swoją orkiestrą po raz pierwszy wykonał go 12 lutego 1924. Gershwin tak opisał proces powstania utworu:
To było w pociągu. Jego mechaniczny rytm, te stuki i łomoty, nierzadko okazuje się inspiracją dla kompozytorów - ja sam często słyszę muzykę w samym sercu hałasu. I właśnie wtedy, w pociągu, nagle usłyszałem, wręcz zobaczyłem na papierze, całą strukturę Rapsodii, od początku do końca. 
Wypływając z jazzu, kompozycja nie ma jednak dużo z nim wspólnego. Uważana jest za muzykę wybitnie amerykańską; Gershwin nazywa ją „muzycznym kalejdoskopem Ameryki”.
Orkiestra Whitemana używała później motywu z rapsodii jako swojego sygnału rozpoznawczego.